# Moses Hadas
Moses Hadas (* 25. Juni 1900 in Atlanta; † 17. August 1966 in Aspen, Colorado) war ein US-amerikanischer Klassischer Philologe.

## Leben
Moses Hadas studierte Klassische Philologie an der Emory University (Bachelor 1922) und an der Columbia University (Master 1925), wo er anschließend als Instructor of Greek and Latin arbeitete. Zur selben Zeit legte er am Jewish Theological Seminary das Rabbinerexamen ab. Hadas setzte seine Studien bei Charles Knapp fort und wurde 1930 zum Ph.D. promoviert; zwischenzeitlich hatte er als Dozent an der University of Cincinnati gearbeitet (1928–1930).
Nach der Promotion verbrachte Hadas seine restliche Laufbahn an der Columbia University, zunächst als Assistant Professor of Greek and Latin. Während des Zweiten Weltkriegs diente er von 1943 bis 1946 im Office of Strategic Services. Aufgrund seiner Sprachkenntnisse wurde er in Nordafrika und Griechenland eingesetzt. Nach seiner Heimkehr wurde Hadas zum Associate Professor befördert, 1953 zum Professor of Greek. Von 1956 bis zu seiner Emeritierung 1965 war er Jay Professor of Greek. Seine Leistungen in Forschung und Lehre wurden weithin anerkannt: Die Columbia University verlieh ihm 1956 den Great Teacher Award und 1964 den Student-to-Teacher Mark Van Doren Award. Er erhielt die Ehrendoktorwürde der Emory University (D.Litt. 1956), des Kenyon College (L.H.D. 1958) und der Lehigh University (L.H.D. 1962).
Moses Hadas war zweimal verheiratet. Aus seiner ersten Ehe mit Ethel J. Elkus hatte er eine Tochter, Jane H. Streusand (1928–2006), und einen Sohn, David Hadas (1931–2004). Aus seiner zweiten Ehe mit Elizabeth M. Chamberlayne stammten die Töchter Elizabeth Hadas und Rachel Hadas (* 1948).
Hadas beschäftigte sich mit weiten Bereichen der antiken Literatur. Durch seine Handbücher zur griechischen und lateinischen Literatur, seine Studien über das antike Drama, den Hellenismus, den Humanismus und die Rezeptionsgeschichte der Antike vermittelte er der Öffentlichkeit die Wirkung des griechisch-römischen Altertums. Besondere Verdienste erwarb er sich durch seine zahlreichen Übersetzungen aus dem Griechischen, Lateinischen, Hebräischen und Deutschen: Neben antiken und biblischen Texten übersetzte er auch einschlägige deutsche Fachliteratur. Hadas beherrschte außerdem fließend Jiddisch, Französisch und Italienisch.

## Schriften (Auswahl)
- Sextus Pompey. Columbia University Press, New York 1930 (zugleich Dissertation; Nachdruck AMS, New York 1966).
- A History of Greek Literature. Columbia University Press, New York 1950 (mehrere Auflagen).
- The Letter of Aristeas to Philocrates. Harper, New York 1951 (Edition mit Übersetzung).
- A History of Latin Literature. Columbia University Press, New York 1952 (mehrere Auflagen).
- Ancilla to Classical Reading. Columbia University Press, New York 1954.
- Hellenistic Culture. Fusion and Diffusion. Columbia University Press, New York 1959 (mehrere Auflagen).
  - Deutsche Ausgabe: Die Kultur des Hellenismus. Werden und Wirkung (= Kindlers Kulturgeschichte des Abendlandes. Band 3). Kindler, München 1975.
- Humanism. The Greek Ideal and Its Survival. Allen & Unwin, New York 1960.
- Old Wine, New Bottles. A Humanist Teacher at Work. Trident, New York 1962.
- mit Morton Smith: Heroes and Gods. Spiritual Biographies in Antiquity. Harper & Row, New York 1965.
- Imperial Rome. Time, New York 1965.
  - Deutsche Ausgabe: Kaiserliches Rom. Time-Life International, Amsterdam 1966.
- Introduction to Classical Drama. Bantam, New York 1966.
- The Living Tradition. New American Library, New York 1967.